# Загрязька Наталія Кирилівна
Ната́лія Кири́лівна Загря́зька (*1747— †31 березня 1837) — фрейліна.
Старша з дочок графа Кирила Григоровича Розумовського була улюбленкою в сім'ї і всіма шанована.
Від народження дівчинка виховувалася французькою, перше слово сказала цією мовою. З трьох років мешкала у Глухові, куди було заслано її батька, там маля вивчило рідну мову. А російською вона до останнього дня говорила з акцентом і знала не досконало.
У ранній молодості вона жалувана званням фрейліни імператриці Катерини II, при цьому їй було дозволено залишатися при батьках. Наталія Кирилівна не поспішала виходити заміж і відмовляла багатьом женихам, поки двадцяти п’яти років від роду не закохалася. 
24 жовтня 1772 вона вийшла заміж за вдівця Миколу Загрязького (1743-1821), скромного офіцера Ізмайлівського полку. Після весілля молоді жили в Петербурзі, в будинку графа Кирила Розумовського на Мойці, але недовго. Через інтриги двоюрідної сестри, графині Софії Апраксіної, Загрязькі переїхали на найману квартиру. У 1774 р. графиня зблизилася з Григорієм Потьомкіним, з графом Андрієм Шуваловим і його дружиною, уродженої Салтиковою.
Через власну недугу Загрязька не могла мати дітей, тому у 1777 р. удочерила свою племінницю Марію Васильчикову, дочку сестри Ганни Кирилівни, фактично відібравши її в батьків; зробила її спадкоємицею величезного багатства. Згодом одружила Марію з князем Віктором Кочубеєм.
Рятуючись від війни 1812 року разом із загальним потоком біженців, Загрязька прибула до Тамбова, де її чоловік мав будинок. У цьому будинку 27 серпня 1812, на другий день після Бородінської битви, народилася Наталія Гончарова – майбутня дружина поета Олександра Пушкіна.
Після 30 років шлюбу Наталія Кирилівна роз’їхалася з чоловіком, що анітрохи не змінило їх дружніх відносин. Наталія Кирилівна говорила про свій шлюб: «Я могла б бути щасливою, якби не була з дитинства розпещена, будь-яка людина розлучилася б зі мною через мій нестерпний характер». Вона поселилася в будинку племінниці Марії Кочубей, де тримала власні апартаменти з шести кімнат.
Померла Наталія Кирилівна Загрязька 19 травня 1837 р., похована в Олександро-Невській лаврі.
В образі графині із «Пікової дами», за визнанням Пушкіна, багато схожості з Загрязькою.